# Dodo El-Gabbas
Mohamed Essam El-Gabbas (arabe : محمد عصام الجباس), plus connu sous le nom de Dodo El-Gabbas, né le 1er janvier 1988 à Port-Saïd, est un footballeur international égyptien jouant au poste d'avant-centre au Pyramids FC.

## Biographie
Après avoir joué dans son club natal Al-Masry Club durant deux ans (2008-2009), El-Gabbas s'engage avec le club belge du Lierse SK, malgré l'intérêt des deux géants égyptiens, Al Ahly SC et le Zamalek SC.
Il joue régulièrement et aide son club à monter en Jupiler Pro League. Son habileté devant le but attire de nombreux clubs européens ; dans une interview à la chaîne égyptienne Melody Sport, El-Gabbas affirme avoir reçu des offres de France et d'Allemagne et affirme son envie de départ pour fin 2012 voire au début de saison 2013.
Lors du mercato d'été 2013, il quitte le Lierse SK. Il s'engage ensuite avec le club anglais de Swindon Town pour une durée de six mois, avec 18 supplémentaires en option.
Durant le mercato hivernal 2014, il fait un essai avec la réserve de l'AC Arles-Avignon et inscrit un triplé lors d'un match amical et signe pour le club une semaine plus tard. Son passage en Provence tourne court puisqu'il résilie à l'amiable son contrat lors de l'été suivant. Le 10 septembre suivant, il s'engage Wadi Degla SC pour une durée d'un an.

## Palmarès

### En club
- Lierse
  - Champion de Belgique de D2 en 2010 avec le Lierse

## Statistiques
| Saison                | Club                  | Championnat           | Championnat | Championnat | Coupe nationale | Coupe nationale | Coupe de la Ligue | Coupe de la Ligue | Playoffs | Playoffs | Égypte | Égypte | Total | Total |
| Saison                | Club                  | Division              | M.          | B.          | M.              | B.              | M.                | B.                | M.       | B.       | M.     | B.     | M.    | B.    |
| 2007-2008             | Al-Masry Club         | Premier League        | 20          | 1           | 2               | 0               | -                 | -                 | -        | -        | -      | -      | 22    | 1     |
| 2008-2009             | Al-Masry Club         | Premier League        | 24          | 9           | 2               | 0               | -                 | -                 | -        | -        | -      | -      | 26    | 9     |
| Sous-total            | Sous-total            | Sous-total            | 44          | 10          | 4               | 0               | 0                 | 0                 | 0        | 0        | 0      | 0      | 48    | 10    |
| 2009-2010             | Lierse SK             | Belgacom League       | 7           | 1           | 3               | 0               | -                 | -                 | -        | -        | 2      | 0      | 12    | 1     |
| 2010-2011             | Lierse SK             | Jupiler Pro League    | 22          | 0           | 3               | 2               | -                 | -                 | 5        | 4        | -      | -      | 30    | 6     |
| 2011-2012             | Lierse SK             | Jupiler Pro League    | 27          | 5           | 4               | 1               | -                 | -                 | 3        | 1        | 4      | 0      | 38    | 7     |
| 2012-2013             | Lierse SK             | Jupiler Pro League    | 25          | 3           | 0               | 0               | -                 | -                 | 2        | 2        | -      | -      | 27    | 5     |
| Sous-total            | Sous-total            | Sous-total            | 81          | 9           | 10              | 3               | 0                 | 0                 | 10       | 7        | 6      | 0      | 107   | 19    |
| 2013-2014             | Swindon Town FC       | League One            | 6           | 0           | 0               | 0               | 4                 | 0                 | 0        | 0        | -      | -      | 10    | 0     |
| 2013-2014             | AC Arles-Avignon      | Ligue 2               | 12          | 1           | -               | -               | -                 | -                 | 0        | 0        | -      | -      | 12    | 1     |
| 2014-2015             | Wadi Degla SC         | Premier League        | 6           | 1           | 0               | 0               | -                 | -                 | -        | -        | -      | -      | 6     | 1     |
| Sous-total            | Sous-total            | Sous-total            | 6           | 1           | 0               | 0               | 0                 | 0                 | 0        | 0        | 0      | 0      | 6     | 1     |
| Total sur la carrière | Total sur la carrière | Total sur la carrière | 144         | 21          | 14              | 3               | 4                 | 0                 | 10       | 7        | 6      | 0      | 178   | 31    |